# Úžice (ort i Tjeckien, lat 49,87, long 14,97)
Úžice är en ort i Tjeckien.   Den ligger i regionen Mellersta Böhmen, i den centrala delen av landet, 50 km sydost om huvudstaden Prag. Úžice ligger 414 meter över havet och antalet invånare är 610.
Terrängen runt Úžice är huvudsakligen platt, men västerut är den kuperad. Runt Úžice är det ganska tätbefolkat, med 100 invånare per kvadratkilometer. Närmaste större samhälle är Vlašim, 19,2 km söder om Úžice. Trakten runt Úžice består till största delen av jordbruksmark.